# Olivier Sulpice
Olivier Sulpice, né le 29 mai 1971 à Mâcon, est un scénariste et éditeur français spécialisé dans la bande dessinée.

## Biographie
En 1993, Olivier Sulpice fonde avec Henri Jenfèvre, rencontré à l'armée, le studio de création Bamboo Grafic. Olivier Sulpice démarche les entreprises et la presse pour leur proposer les dessins et les bandes dessinées de son comparse.
En 1997, déçu du suivi de leur premier album par la maison d'édition qui l'avait publié, il crée Bamboo Édition et devient éditeur. De 1997 à 1999, ayant une trésorerie limitée, Bamboo ne publie que du Jenfèvre-Sulpice. Toujours pour ce motif de moyens limités, la maison d'édition travaille sans diffuseur sur ses premières années, ce qui pousse Olivier Sulpice à chercher des débouchés hors des circuits habituels du livre. C'est ce qui donnera l'ADN de Bamboo Édition, avec des séries sur des professions ou des sports, pensées d'abord pour des niches commerciales ou pour les supermarchés. Ainsi, parmi les toutes premières séries crées par le duo, on retrouve Le Grand Bêtisier des déclarations d'accident, dont une partie du stock est acheté par des sociétés d'assurance, Les Foot Maniacs, commercialisée chez Decathlon, ou J't'enrhume, créée pour le magazine Échappement. Olivier Sulpice et Henri Jenfèvre s'étant rencontré au service militaire dans la gendarmerie, ils créent ensemble la série Les Gendarmes.
À partir de 1999, des auteurs les rejoignent et l'entreprise connaît un développement remarquable, avec plusieurs séries qui rencontrent les succès (Les Profs, Les Sisters, Les Rugbymen, Les Pompiers) et une diversification au fil des années (collections Grand Angle en 2002 pour la bande dessinée réaliste, Doki-Doki en 2006 pour le manga, Drakoo en 2019 pour le fantastique).
En 2016, Olivier Sulpice investit par l'intermédiaire du groupe Bamboo dans le magazine  Fluide Glacial, un investissement qu'il déclare faire "par enthousiasme". La même année, Bamboo est présenté comme leader dans le domaine de la bande dessinée d’humour.
À l'occasion des 20 ans de l'entreprise, fêtés en 2018, Olivier Sulpice impulse plusieurs nouveaux projets. En février 2018, il crée la société Drakoo, en partenariat avec Christophe Arleston, scénariste de Laufeust. Cette nouvelle filiale permet d'accueillir un label spécialisé dans la BD fantasy et SF. Le déménagement des salariés vers des nouveaux locaux a lieu en juillet 2018. Une collection de romans labellisés Grand Angle est également créée, dirigée par l'auteur Jim. La société Bamboo Films est également créée cette année charnière afin d'adapter des séries en bande dessinée.
Les auteurs publiés par Bamboo Édition reconnaissent un esprit de famille et une qualité de suivi propre aux éditeurs de cette maison.

## Albums
- Albert Linette et André Chapment : J't'enrhume (scénario), avec Jeanfaivre (dessin) :

1. J't'enrhume, Kraken, 1995.
2. J't'enrhume 2, Bamboo, 1997.

- Le Grand Bêtisier des déclarations d'accident (dessin), avec Jenfèvre (scénario), Bamboo, 2 tomes, 1997-2000[12].
- Les FootManiacs t. 1, 8-15 (scénario), avec Jenfèvre puis Olivier Saive (dessin), Bamboo, 1998-2017.
- Les Gendarmes t. 1-17 (scénario), avec Jenfèvre (dessin), Bamboo, 1998-2021)
- Histoires de VTT (scénario), avec Jenfèvre (dessin), Bamboo, 1998.
- Bruce Kid (scénario), avec Jenfèvre (dessin), Bamboo, 1999[13].
- Papy Biker (scénario), avec Jenfèvre (dessin), Bamboo, 2000.
- Les 1000 Pattes (scénario avec Christophe Cazenove), avec Jenfèvre (dessin), Bamboo, 2002.
- SOS Shobiz t. 1 : Les Pros du show (scénario avec Erroc), avec Stédo (dessin), Bamboo, 2002[14].
- Plan drague t. 1 (dessin avec Jytéry), avec Christophe Cazenove (scénario), Bamboo, 2 tomes, 2007-2008.